# Ivana Brkić
Ivana Brkić (Zagreb, 11. rujna 1986.), hrvatska pjevačica, u prvoj polovici 2000-ih bila je najpopularnija tinejdžerska pop-zvijezda u Hrvatskoj. Matični joj je žanr bio dance, no to se tijekom karijere proširilo i na pop.

## Životopis
Sa svojom karijerom počela vrlo rano, još kao 12-godišnja djevojčica. Početkom 1999. objavila je svoj prvi singl i spot, "Svaki pogled tvoj", nakon kojega je u jesen iste godine uslijedio i drugi - "Bez tebe".
Njezina majka, Dragica Brkić, bila je tijekom 1980-ih i 1990-ih kafanska pjevačica (tj. pjevačica narodnjaka) i to, posebice sredinom 1990-ih, najpoznatija u Zagrebu i Hrvatskoj. Nastupila je i u popularnoj TV-emisiji Denisa Latina "Latinica".
U jesen 2000. Ivana je objavila svoj nastupni album - "Prste k sebi". Zaintrigala je publiku i širu javnost svojom pojavom, pjevanjem, životnim stavom (često je izjavljivala, pa i Željku Malnaru za njegov "Nightmare Stage" u tjedniku Globus) da će, kad poraste, biti poslovna žena, odnosno "direktorica"), ali i ekipom skladatelja koje je, zajedno sa svojim producentskim timom, okupila na svom CD-u. Bili su to, među ostalima: Gibonni, Vlada Divljan iz grupe Idoli, Enes Tvrtković (koji je bio glazbeni producent sva tri njezina albuma), Davor Tolja...
S najavnim singlom toga albuma, "Opraštam ti", Ivana je, u listopadu 2000., nastupila na Zadarfestu, na kojem je osvojila nagradu najboljeg debitanta.
Tijekom 2001. Ivana je snimila i objavila čak 5 videospotova, a u svojoj cjelokupnoj karijeri - ukupno 20.
God. 2002. bila je za Ivanu prekretnica. Objavila je svoj drugi album "Uzmi sve" - s kojim je postala najveća tinejdžerska zvijezda u zemlji. U trenutku njegova objavljivanja (jesen 2002.) taman je bila napunila 16 godina.
U glazbenom smislu riječi, "Uzmi sve" bio je vrlo moderan album, s vidljivim osloncem na tada aktualan eurodance, vodeći predstavnik kojega je bila belgijska skupina Lasgo. Njegova se glavna specifičnost sastojala u tome što su na njemu bili okupljeni, među ostalima, i vrhunski hrvatski rock-autori, poput Husa iz Parnog Valjka, Marijana Bana, Darka Rundeka, Javora Jeića iz Stampeda, Cokija iz Jinxa itd., ali čije su pjesme bile transponirane u dance. Tipičan primjer takva postupka bio je najavni singl toga albuma, "Samo šuti", autor kojega je bio Marijan Ban.
Razdoblje 2002. – 2005. predstavljalo je vrhunac u Ivaninoj karijeri, ona tada objavljuje svoje najveće hitove: "SMS", "Samo šuti", "Nije me sram", "Previše od mene tražiš", "Oči boje kestena", "Nježno, nježnije", "Kora pod nogama"...
"Uzmi sve" bio je ujedno i najprodavaniji Ivanin album; s njim je osvojila tzv. "srebrnu ploču" (7500 prodanih primjeraka).
U prosincu 2002. Ivana je posjetila Djeda Mraza u Finskoj, o čemu je objavljena velika foto-reportaža u zagrebačkom tjedniku "Gloria".
Od 2002. pa sve do kraja karijere, Ivana Brkić je često nastupala, osim u Hrvatskoj, i u Sloveniji (kao i u BiH), i to uglavnom po diskotekama i dance-klubovima.
Svake godine, od 2001. do 2005., Ivana je nastupala na Hrvatskom radijskom festivalu, a najveći uspjeh na toj glazbenoj manifestaciji postigla je 2005. s pjesmom "Kora pod nogama", koja je proglašena hitom godine po glasovima prikupljenim putem SMS-ova.
Potkraj 2005. Ivana Brkić je objavila svoj treći i posljednji album, "Sve je samo fol". Najveći hit na njemu bila je pjesma "Luda mala", što ju je napisao beogradski autorski tandem Goran Ratković Rale - Marina Tucaković. Album je proglašen "albumom godine" u tradicionalnoj novogodišnjoj anketi tinejdžerskog časopisa "OK!", ali nije doživio svoju punu promociju jer je Ivana, taman što ga je bila objavila, naglo prekinula svoju karijeru.
Razloge svog odlaska s hrvatske pop-glazbene scene Ivana Brkić je detaljno objasnila u svom velikom, ujedno i oproštajnom intervjuu zagrebačkoj "Gloriji", objavljenom u ožujku 2006. Bila je to njezina puna posvećenost vjeri i Jehovinim svjedocima, pripadnikom kojih je, zajedno sa svojom majkom i starijim bratom, postala još 1990-ih, prije početka svoje glazbene karijere. Napustila je bavljenje glazbom u zenitu svoje popularnosti.
Ivana Brkić je jedina pjevačica, i općenito jedina poznata osoba, koja je bila na naslovnici časopisa "OK!"
Isticala se i čestim, uvijek pomno razrađenim promjenama imagea i stylinga; njezini su stilisti bili Boris Pavlin, Neven Ciganović, Modni Mačak i drugi.
Od 2011. godine Ivana Mesić (kako se sada preziva), zajedno sa svojim suprugom Emirom Mesićem iz Bosne i Hercegovine (klasični glazbenik, koji je završio Akademiju u Ljubljani), živi u Ljubljani i vrlo je aktivna u tamošnjoj zajednici Jehovinih svjedoka. God. 2012. imala je "post-festum" intervju, na Narodnom radiju, u popularnoj emisiji Dalibora Petka.

## Diskografija

### Singlovi i videospotovi
- 1999.: "Svaki pogled tvoj"
- 1999.: "Bez tebe"
- 2000.: "Iz noći u noć, iz dana u dan"
- 2000.: "Kad ti kažem, mali"
- 2000.: "Opraštam ti"
- 2001.: "Prste k sebi"
- 2001.: "Pustinja"
- 2001.: "Samo ti i ja"
- 2001.: "Ako zemlja stane"
- 2001.: "Odlazim polako"
- 2002.: "SMS"
- 2002.: "Samo šuti"
- 2002.: "Nije me sram"
- 2003.: "Previše od mene tražiš"
- 2003.: "Oči boje kestena"
- 2004.: "Nježno, nježnije"
- 2004.: "Manijak"
- 2005.: "Kora pod nogama"
- 2005.: "Luda mala"
- 2006.: "S vremena na vrijeme"

### Albumi:
- 2000.: Prste k sebi
- 2002.: Uzmi sve
- 2005.: Sve je samo fol

## Nagrade
- 2000. - nagrada "najbolji debitant" na Zadarfestu (nastupala je s pjesmom Opraštam ti)
- 2003. - Srebrna ploča za album "Uzmi sve"
- 2005. - nagrada najvećeg hita po glasovima dobivenim putem SMS-ova, za pjesmu "Kora pod nogama", na Hrvatskom radijskom festivalu
- 2006. - priznanje "najbolji album godine", za album "Sve je samo fol", u novogodišnjoj anketi časopisa "OK!"